# کلپالو (روستا)
کلپالو (به بلغاری: Klepalo) یک منطقهٔ مسکونی در بلغارستان است که در استان بلاگووگراد واقع شده‌است.